# Serpent d'océan
Serpent d'océan est une œuvre de l'artiste Huang Yong Ping. Représentant un long squelette de serpent de mer, elle est installée sur l'estran à Saint-Brevin-les-Pins, en France.

## Description
Serpent d'océan est une sculpture monumentale en aluminium, longue au total de 130 m. Elle représente le squelette d'un immense serpent de mer imaginaire, dont les vertèbres ondulent pour se terminer par une gueule ouverte.
L'œuvre est installée à la pointe du Nez-de-Chien, à Mindin, sur le territoire de la commune de Saint-Brevin-les-Pins en Loire-Atlantique, à la limite où l'estuaire de la Loire rejoint l'océan Atlantique. Elle s'étale sur la zone d'estran : la queue du monstre est située à la limite des marées basses, sa tête à la limite des marées hautes. La sculpture est donc recouverte et découverte à chaque marée : si à marée basse il est possible d'en faire le tour à pied, seuls la tête et le haut des vertèbres dépassent à marée haute. Elle est destinée à être envahie peu à peu par la végétation et la faune marine.
La forme du serpent rejoint celle du pont de Saint-Nazaire, visible à proximité ; celle des vertèbres fait écho aux carrelets.

## Historique
L'œuvre est réalisée dans le cadre de l'édition 2012 du festival Estuaire et cofinancée par l'Union européenne par l'intérmédiaire du Fonds européen de développement régional. Elle est inaugurée le 20 juin 2012.

## Auteur
Huang Yong Ping est un artiste contemporain. Né en 1954 à Xiamen en Chine, il réside depuis 1989 en France où il meurt en 2019. Il privilégie la mise en relation de sens hétérogènes et aborde souvent les notions d'identité et de mélange culturels.